# Ślepowron (województwo mazowieckie)
Ślepowron – wieś w Polsce położona w województwie mazowieckim, w powiecie radomskim, w gminie Wolanów. Ma status sołectwa.
| SIMC    | Nazwa      | Rodzaj    |
| ------- | ---------- | --------- |
| 0641673 | Chaberki   | część wsi |
| 0641526 | Pietrzejów | część wsi |

W latach 1975–1998 miejscowość administracyjnie należała do województwa radomskiego.
Wierni Kościoła rzymskokatolickiego należą do parafii św. Anny w Sławnie lub do parafii św. Stanisława w Cerekwi.